# Arianna Valloni
Arianna Valloni (Rimini, 10 aprile 2001) è una nuotatrice sammarinese.

## Biografia
Nata nel 2001 a Rimini, tesserata per la Gens Acquatica, nel 2017 ha esordito a livello internazionale, oltre che ai Giochi dei piccoli stati d'Europa, anche agli Europei in vasca corta di Copenaghen, in tre gare a stile libero: 40ª nei 200 m con il tempo di 2'05"86, 28ª nei 400 m in 4'20"34 e 18ª negli 800 m in 8'57"70.
Nel 2018 ha preso parte ai Giochi olimpici giovanili di Buenos Aires, nelle gare dei 400 m stile libero, dove è stata eliminata in batteria, 22ª con il tempo di 4'26"87, e negli 800 m stile libero, anche in questo caso uscendo in batteria, 15ª in 8'57"00. Nell'occasione è stata anche portabandiera nella cerimonia d'apertura dei Giochi. Nello stesso anno ha partecipato ai Giochi del Mediterraneo di Tarragona, nei 400 m stile libero, fuori in batteria, 12ª in 4'24"25, negli 800 m stile libero, 10ª in 8'51"84, e nella staffetta 4x200 m stile libero, ottava con il tempo di 8'37"67, insieme a Elisa Bernardi, Beatrice Felici e Sara Lettoli.
Il 2018 è stato anche l'anno del suo esordio agli Europei, a Glasgow, in cinque gare, dove è stata eliminata sempre in batteria: 400 m stile libero, 27ª con il tempo di 4'25"57, 800 m stile libero, 16ª in 8'57"11, 1500 m stile libero, 13ª in 16'59"16, e staffette 4x200 m stile libero, femminile, 12ª con il tempo di 8'51"45 con Elisa Bernardi, Beatrice Felici e Sara Lettoli, e mista, nona in 8'21"31 insieme a Elisa Bernardi, Gianluca Pasolini e Cristian Santi.
L'anno successivo ha invece debuttato ai Mondiali, a Gwangju 2019, uscendo in batteria negli 800 m stile libero, 29ª in 8'52"85, e nei 1500 m stile libero, 24ª in 16'56"98.
A 20 anni ha partecipato ai Giochi olimpici di Tokyo 2020, tenutisi nel 2021, accedendo tramite universality place, negli 800 m stile libero, dove ha chiuso 29ª in batteria, eliminata con il tempo di 8'54"78, e nei 1500 m stile libero, anche in questo caso uscendo in batteria, 32ª in 16'54"64. Insieme al lottatore Myles Amine è stata portabandiera sammarinese nella cerimonia d'apertura dell'Olimpiade.
Prima delle Olimpiadi era stata di scena agli Europei di Budapest 2020, svolti nel 2021, con una 17ª piazza in 8'56"15 negli 800 m stile libero e una 20ª in 16'55"60 nei 1500 m stile libero, in entrambi i casi con eliminazione in batteria, mentre dopo i Giochi ai Mondiali in vasca corta di Abu Dhabi 2021, 35ª in 4'21"54 nei 400 m stile libero e 26ª in 8'44"10 negli 800 m stile libero, anche in questo caso uscendo nelle due gare in batteria.
Dal 2022 ha iniziato a gareggiare anche nelle gare in acque libere, prima ai Mondiali di Budapest 2022, dove, oltre all'uscita in batteria negli 800 m stile libero in vasca, 19ª in 8'59"95, ha chiuso 35ª con il tempo di 1h03'38"5 nei 5 km e 42ª in 2h10'43"3 nei 10 km. Agli Europei di Roma dello stesso anno ha gareggiato stavolta nei 1500 m stile libero in vasca, eliminata da 21ª in batteria in 17'07"87, e in acque libere nei 5 km, 18ª con il tempo di 1h00'00"8 e nei 10 km, 20ª in 2h13'27"5.
Ai Giochi dei piccoli stati d'Europa, dove ha esordito nell'edizione di casa di San Marino 2017, ha ottenuto sette medaglie, tutte nello stile libero, conquistando nella prima partecipazione un argento in staffetta 4×200 m, insieme a Elisa Bernardi, Elena Giovannini e Sara Lettoli, con il tempo di 8'28"40, chiudendo dietro all'Islanda, e due bronzi in singolo, nei 400 m in 4'21"38, negli 800 m in 8'58"91, in entrambi i casi dietro alla liechtensteinese Julia Hassler e alla lussemburghese Monique Oliver. A Montenegro 2019 si è portata a casa l'argento negli 800 m con il tempo di 8'54"84, terminando dietro alla liechtensteinese Julia Hassler; a Malta 2023, invece, oltre all'argento nei 400 m dietro all'islandese Snæfríður Jórunnardóttir, sono arrivati i primi due ori, negli 800 m e nei 1500 m, dove ha segnato il record dei Giochi, con il tempo di 17'05"70.
Detiene diversi record nazionali sammarinesi, tutti a stile libero, in particolare nei 400 m (4'21"38 del 2017), 800 m (8'48"79 del 2021), 1500 m (16'45"40 del 2020) e 5000 m (59'56"30 del 2018), oltre che nelle staffette 4×200 m femminile (8'28"40 del 2017) e 4×200 m mista (8'21"31 del 2018); in vasca corta, infine, ha i migliori tempi nei 400 m (4'14"53 del 2020), 800 m (8'40"45 del 2020) e 1500 m (16'27"62 del 2021).

## Palmarès

### Giochi dei piccoli stati d'Europa
- 7 medaglie:
  - 2 ori (800 m stile libero a Malta 2023, 1500 m stile libero a Malta 2023)
  - 3 argenti (Staffetta 4×200 m stile libero a San Marino 2017, 800 m stile libero a Montenegro 2019, 400 m stile libero a Malta 2023)
  - 2 bronzi (400 m stile libero a San Marino 2017, 800 m stile libero a San Marino 2017)